# Манік-1 (водосховище)
Манік-1 — водосховище у гирлі річки Манікуаган — Кот-Нор, Квебек, Канада.
Має площу — 12,5 км², довжину — 14 км.
Гребля знаходиться в трьох кілометрах на захід від міста Бе-Комо.
Утворено греблями двох ГЕС — ГЕС Манік-1 та ГЕС Маккормік. ГЕС Маккормік була побудована у 1951—1953 потужністю 304 МВт, власники ГЕС — державна енергетична компанія Hydro-Québec та алюмінієві група Alkoa з часткою 60 і 40 % відповідно. На додаток Гідро-Квебек побудував на цьому ж водосховищі у 1964—1966 ГЕС Манік-1 (потужністю 184 МВт).